# Seznam slovenskih besed ruskega izvora
Veliko jezikov, vključno s slovenščino vsebuje besede, ki so verjetno izposojene iz ruščine. Vse besede v resnici niso ruskega ali slovanskega izvora. Nekatere so enake v več slovanskih jezikih in je težko oceniti ali so prišle v slovenščino iz ruščine ali, recimo, iz poljščine. Najbolj znan tak primer je vodka. Druge besede so sposojene ali izvedene iz klasičnih staroveških jezikov, kot sta latinščina in stara grščina, nekatere pa so izposojene iz jezikov prvotnih ljudstev nekdanjega Ruskega imperija.
Večina besed označuje stvari in pojme, ki so značilni za Rusijo, rusko kulturo, politiko, zgodovino. Zelo znane besede zunaj Rusije so: vodka (водка), tajga (тайга), tundra (тундра), pogrom (погром). Nekatere se rabijo tudi v 'vsakdanjem' izražanju, neodvisno od ruskega sotvarja.

## Seznam

### Splošno, geografija
akmeizem
babuška
balaklava
balalajka
bandura(ukrajinsko)
batjuška
bosjak
brička
budjonovecбудёновец, vojak Budjonijeve armade
bukinist
bunčuk
burlakбурлак, težak, ki vlači ladje po Volgi
čajarna
čapka
čepec
čepka
drožka
dušegrejka
frenč
gulag

hutorху́тор (ukrajinsko ху́тiр: hutir), vrsta gospodarskega naselja
katjuša
kazačok
Kazaki
kibitka
knuta(sposojenka iz švedščine)
kobza(ukrajinsko)
kočкоч, vrsta sibirske lesene jadrnice in veslače
kočevnikкочевник, pripadnik nomadskih ali pastirskih sibirskih ljudstev
kopejkaкопейка
kozak
kozmodrom
kozmonavt
kremeljкремль
mahorka
mamutмамонт
matrjoška
matuška
nagajka
naramka
njanja
ostrogострог, naselbina
papiroska
peredvižnikiпередвижники, slikarsko umetniška smer proti koncu 19. stoletja
pogostпогост, zgodovinski izraz z več pomeni [nekdanja manjša upravna enota, gostilna s prenočišči, mestna cerkev s prenočiščem za redovike, ...]
pogromпогром, oblika protijudovskega terorja v Ruskem imperiju
prospekt (ulica)
rubaškaрубашка, široka srajca z ozkim stoječim ovratnikom
rubelj
sobolj
sabor (cerkev)
samovar
sarafan
slobodaслобода, stara ruska in ukrajinska vaška naselbina
sputnik
stepaстепь
tajgaтайга
telega
trepak
trojka (trivladje)тройка
trojka (ples)
trojka (sani)
tarantas
taratajka
tundraтундра
ušanka
vint
vodka

### Živila
Glej tudi seznam ruskih narodnih jedi.
blinpecivo, podobno palačinkam
boršč
kumis
nalivka
pelmen
pirogtudi poljsko »pierogi«, (množina) cmoki ali pite.
pirožekmali pirog
prjanikiпря́ник/пря́ники, medeno pecivo
šči
šašlik
sirnik
varenik

### Politika, geopolitika, uprava
agitprop
aparatčik
boljševik, boljševizem
bojar, bojarinja
čeka
komisar
DOSAAFДОСААФ
Duma
dvorjanstvo, dvorjanin
FSB
glasnost
gubernija
jevsekcijaЕвСекция
kadet
KGB
knez
kolhoz
kulak
krajкрай
leninizem
MGB
menjševik, menjševizem
mir
MVD
narkomprosНаркомпрос
narodništvo
Njet (»Ne«)kot v gospod NET (gospod Gromiko je bil znan kot gospod NET)
NEP
NKVD
nomenklatura
obščina
okranka
okrug
opričina
opričnik
perestrojka
petletka
politbiro
posadnikпоса́дник, nekdanji knezov namestnik v mestu
propiska
rajonрайо́н (iz francoščine)
silovik
SMERŠСМЕРШ - СМЕРть Шпионам
sovjet
sovhoz
Sovmin
Sovnarkhoz
sovnarkomСовНарКом
specnazспецназ - Войска специального назначения
stahanovec, stahanovstvoстахановец
stalinizem
stavka (Rusija)
car, carstvo, carica, carevna, carevič, cesarevič
ukaz (Rusija)указ
ulusулу́с (iz turških jezikov)
veče (veča)
zampolit
zemščina
zemski soborзе́мский собо́р
zemstvo

### Religija
duhoborciдухоборы, pripadniki ruske verske sekte, ki je v 18. stoletju nastopila proti cerkvenim obredom in dogmam
bičarjiхлысты, pripadniki srednjeveške ruske verske sekte, ki je širila bičanje samega sebe
jurodiviюро́дивый,
Lipovani
molokaniмолокан
razkolnikiраскольник, pripadniki ruske cerkve, ki se je v 17. stoletju odcepila od ruske pravoslavne cerkve
skopciскопцы
staroverciстарове́ры ali старообря́дцы, pripadniki ruske cerkve, ki se je v 17. stoletju odcepila od ruske pravoslavne cerkve
upirупы́рь, živi mrtvec

### Tehnika, posebno
černozjomvrsta stepske prsti
Tokamakosamitvena naprava za plazmo
Mir (vesoljska postaja)Мир, ruska vesoljska postaja
polinjaobmočje čiste vode v arktičnem ledu
rasputicaраспутица, doba razmočenih cest

### Stare ruske uteži, mere, denar
aršinарши́н, dolžinska mera
červonecstar denar
desetina (ploščinska mera)
pudпуд, utežna enota
ruski čeveljdolžinska mera
vrstaверста́, verstá, dolžinska mera
vršekвершо́к, veršók, dolžinska mera

### Različno
Nekatere neprevedljive besede, ki imajo svoje članke v slovenski Wikipediji.
BAM
bajan (glasba)
Belomorkanal (kanal) in Belomorkanal (cigarete)
banja
bilina
kantonistкантонист
čajnik
častuškaчасту́шка
dača
dedovščina
junker (Rusija)
katorga
kurgan
kurtka
lisenkoizem
mužik
paločka
Pravda
sambo (vojaška veščina)самбо
samizdat
šaraška(etimološko pravilneje šaražka) - шара́шка / шара́жка, žargonsko ime za skrivne tehnične urade, kjer so pod prisilo delali inženirji in znanstveniki
Tatar (območje)
teremin(rusko терменвокс: termenvoks), vrsta elektronskega glasbila, imenovana po Termenu, oziroma Léonu Thereminu
titloтитло
jarangaяранга
zaumзаумь ali заумный язык

### Ruske črke
glej tudi cirilica
jaя
jatѢ, ѣ
jerъ
jeriы
ižicaѵ